# De meester en Margarita (televisieserie uit 2005)
De meester en Margarita (Мастер и Маргарита) is een Russische televisiereeks van Telekanal Rossija, geregisseerd door Vladimir Bortko, en gebaseerd op de roman De meester en Margarita die de Sovjetauteur Michail Boelgakov schreef tussen 1928 en 1940.

## Achtergrond
De regisseur en scenarist van deze televisiebewerking is Vladimir Bortko. Het was zijn tweede poging om Boelgakovs De meester en Margarita te verfilmen. In 2000 was hem dat al eens gevraagd door de filmstudio Kino-Most, die nauw aanleunt bij de concurrerende tv-zender NTV, maar op het laatste moment slaagde deze er niet in om een overeenkomst te bereiken met Sergej Sjilovskij, de kleinzoon van Michail Boelgakovs derde vrouw Jelena Sergejevna Sjilovskaja en zelfverklaard eigenaar van de auteursrechten. In 2005 werd een overeenkomst bereikt met Telekanal Rossiija.
Dit televisie-epos van meer dan 8 uur werd sterk bekritiseerd, of werd ten minste met veel scepticisme bekeken, nog voor het op het scherm verscheen. De eerste uitzending van 19 december 2005 werd voorafgegaan door een maandenlange polemiek in de media. Tegenstanders van de verfilming vreesden dat de gelaagde verhaalstructuur van de roman en de complexiteit van de socio-politieke en de metafysische thema's zouden opgeofferd worden aan de populariteitseisen van het medium televisie. Bortko volgde echter nauwgezet de dialogen van de roman, en de meeste kritiek verstomde nadat de eerste aflevering werd uitgezonden. De reeks werd de meest succesvolle ooit op de Russische televisie. Op zondag 25 december 2005 keken 40 miljoen Russen naar de zevende episode.
Ondanks het feit dat de stad Moskou een belangrijke rol speelt in de roman, verkoos regisseur Vladimir Bortko om de scènes uit de jaren 30 in Sint-Petersburg te draaien. "Het Sint-Peterburg van vandaag lijkt veel meer op het Moskou van de Stalinperiode dan het Moskou van vandaag", zei hij. De Bijbelse scènes werden opgenomen in Bulgarije.
Anders dan in eerdere verfilmingen van deze roman, volgde Vladimir Bortko de roman nauwgezet de dialogen uit het boek. Het formaat van een tv-reeks bleek beter geschikt te zijn dan een bioscoopfilm om het complexe, multidimensionele werk met verschillende personages te vatten. "Boelgakov schreef zijn roman reeds als een pasklaar scenario", zei Bortko.

## Verhaal

### Drie verhaallijnen
De film is een bewerking van de roman De meester en Margarita van de Russische auteur Michail Boelgakov. Drie verhaallijnen zijn onderling met elkaar verbonden.
- De eerste is een satire op de jaren 30 van de 20ste eeuw, de periode waarin Jozef Stalin de macht uitoefent in de Sovjet-Unie. Satan, hier Woland genoemd, komt naar Moskou om er zijn jaarlijks Lentebal te houden, en rekent, geholpen door zijn gevolg, op hilarische wijze af met de corrupte arrivisten, bureaucraten en profiteurs van die periode.
- De tweede speelt zich af in het Bijbelse Jersjalaïm, en schetst de innerlijke strijd die Pontius Pilatus voert vóór, tijdens en na de veroordeling en terechtstelling van Jesjoea Ha Notsri.
- De derde vertelt het verhaal van de liefde tussen een naamloze schrijver in het Moskou van de jaren 30 en zijn geliefde Margarita. De meester heeft een roman geschreven over Pontius Pilatus, een onderwerp dat in de officieel atheïstische Sovjet-Unie taboe was.

### Verschillen met de roman
Ondanks de lengte van de tv-reeks komen een aantal scènes en personages uit de roman niet in deze bewerking voor.
- De meest opvallende afwezige personages uit de roman zijn dokter Koezmin en de demon Abaddon
- De meest opvallende afwezige scène uit de roman is De droom van Nikanor Ivanovitsj, waarin Boelgakov via de droom van een protagonist de schijnprocessen in de Sovjet-Unie hekelde. Vladimir Bortko heeft deze scène vervangen door een montage van authentieke propagandafilms van het Sovjetregime uit die periode.

## Trivia
- Vladimir Bortko hield niet van de stem van acteur Aleksandr Galibin, die de rol van de meester vertolkt. Zijn stem is dan ook niet te horen in de film. Acteur Sergej Bezroekov , die de rol van Jesjoea speelde, nam in de nasynchronisatie de stem van de meester voor zijn rekening[4]. Maar er waren nog méér stemmen die door andere acteurs werden ingesproken. Om alleen de belangrijkste op te noemen:  de rol van Aloisi Mogarytsj werd gespeeld door acteur Gennadi Bogatsjov, maar we horen de stem van de acteur Andrei Toloebejev. En Afranius, gespeeld door de Litouwse acteur Liubomiras Laucevičius, kreeg de stem van Oleg Basilasjili, de acteur die Woland speelde.
- De dialoog uit hoofdstuk 5 tussen de personages «bij het gietijzeren hek van Gribojedov» over de kwaliteit van het restaurant in het schrijvershuis wordt in de reeks niet gevoerd door de personages Amvrosi en Foka. Vladimir Bortko verving hen door de personages van Grigori Rimski  en Stjopa Lichodejev.
- In de reeks zit ook een historische onjuistheid. In episode 5 horen we de foxtrot Цветущий май [tsvetoesjtsji maj] of Blossoming May opklinken vanuit de kelderwoning van de meester. Deze foxtrot, geschreven door componist Artur Moritsevich Polonsky (1899-1989), werd pas in 1948 uitgebracht. Boelgakov, die in 1940 stierf, kon dit nummer dus nog niet gekend hebben.
- Sommige acteurs die in deze tv-reeks meespelen, spelen ook een rol in de film De meester en Margarita die regisseur Joeri Kara in 1994 maakte. Aleksandr Filippenko (Azazello) is Korovjev in Kara's film, terwijl Valentin Gaft, die zowel de rol van Kajafas als van het hoofd van de geheime politie speelt, in Kara's film aan de figuur van Woland gestalte geeft. Verder speelde Oleg Basilashvili (Woland) de rol van Vladimir Talberg in de film De dagen van de Toerbins van Vladimir Basov, en speelde Roman Kartsev (Maksimilian Poplavski) de rol van Schwonder in Vladimir Bortko's verfilming van Hondehart [5].
- Het thema De Meester en Margarita blijft zeer actueel in Rusland. Een aantal gebeurtenissen die, na de opnamen, te beurt vielen aan de acteurs die hebben meegespeeld in de tv-reeks, blijven bij veel Russen voeding geven aan de idee dat er een vloek rust op diegenen die zich met een adaptatie van De Meester en Margarita inlaten, en worden ook vandaag nog fel besproken. Maar niet alles wordt even accuraat weergegeven. Sommige media melden dat de 29-jarige dochter van Valentin Gaft (Kajafas) zichzelf kort na de opnames van de reeks zou hebben opgehangen. Maar dit is niet waar: Olga's lichaam werd ontdekt op 24 augustus 2002, drie jaar vóór de opnames van de reeks.[6] Een overzicht van alle plotse en verdachte overlijdens na de opnames van de tv-reeks bevindt zich op de Master & Margarita website.[7]

- Een belangrijk element uit de roman is het feit dat de meester geen naam heeft. Maar wanneer Behemoth in episode 8 van deze reeks het manuscript van de roman aan de meester teruggeeft, zien we het titelblad met de naam van de auteur - Maksoedov Nikolaj Afanasievitsj. Dat is het hoofdpersonage uit Boelgakovs Theatrale roman, die in het Nederlands werd vertaald als Zwarte sneeuw, en die ook aan de meester werd gegeven door regisseur Aleksandar Petrović in zijn film De meester en Margarita uit 1972[5].

## Productie
- Producenten: Anton Zlatopolski, Valeri Todorovski
- Geproduceerd door Telekanal Rossija in samenwerking met Goskino
- VFX: Lesta Studio
- Speciale effecten: Behemoth Studio, Trigraph

## Rolverdeling
- Margarita: Anna Kovaltsjoek
- De meester: Aleksandr Galibin (stem: Sergej Bezroekov)
- Woland: Oleg Basilasjvili
- Bezdomny: Vladislav Galkin
- Pontius Pilatus: Kirill Lavrov
- Korovjev: Aleksandr Abdoelov
- Azazello: Aleksandr Filippenko
- Jesjoea: Sergej Bezroekov
- Behemoth: Aleksandr Basjirov

## Soundtrack
1. The Master and Margarita - 2:04
2. Woland's theme - 3:40
3. Sheherazade (*) - 9:34
4. Frühlingsstimmen (**) - 5:47
5. Maestro! Hack out a march!' (***) - 1:47
6. Love leaped out in front of us - 4:47
7. Do you like my flowers? - 2:40
8. The Execution - 5:20
9. Azazello's Cream - 1:47
10. Invisible and free - 4:48
11. Waltz - 3:48
12. Sabbath - 6:55
13. The Great Ball at Satan's - 12:02
14. Garden of Gethsemane - 3:21
15. Even the moon gives him no peace - 4:01
16. More about love - 6:58

Totale tijd: 80 min. Alle tracks gecomponeerd door Igor Korneljoek, behalve:
(*) Nikolaj Rimski-Korsakov – Eerste beweging: De zee en het schip van Simbad uit de symphonische suite Sjeherazade

(**) Johann Strauss Jr. - Frühlingsstimmen - Wals in Bes-majeur

(***) Dmitri Lenski - Lied His Excellency uit de vaudeville Lev Goerytsj Sinitsjkin

## Andere filmbewerkingen van De meester en Margarita
- Charlotte Waligòra - Le maître et Marguerite - 2017 (speelfilm)
- Giovanni Brancale - Il Maestro e Margherita - 2008 (speelfilm)
- Ibolya Fekete - A Mester és Margarita - 2005 (speelfilm)
- Sergej Desnitskij - Master i Margarita - 1996 (tv-film)
- Joerij Kara - Master i Margarita - 1994 (speelfilm)
- Paul Bryers - Incident in Judaea - 1992 (tv-film)
- Oldřich Daněk - Pilát Pontský, onoho dne - 1991 (tv-film)
- Andras Szirtes - Forradalom Után - 1990 (speelfilm)
- Aleksandr Dzekoen - Master i Margarita - 1989 (tv-reeks)
- Maciej Wojtyszko - Mistrz i Małgorzata - 1988 (tv-reeks)
- Vladimir Vasiljev en Boris Jermolajev - Fuete - 1986 (speelfilm)
- Aleksandar Petrović - Il Maestro e Margherita - 1972 (speelfilm)
- Andrzej Wajda - Pilatus und andere - 1972 (tv-film)
- Seppo Wallin - Pilatus - 1970 (tv-film)

Verwacht
- Logos Film Company - The Master and Margarita - 2018  (speelfilm)
- Katariina Lillqvist - Mistr a Markétka - 2013 (animatiefilm)
- Nikolai Lebjedev  - Master i Margarita - 2019 (speelfilm)